# 2005 JZ174
2005 JZ174 est un objet transneptunien de la famille des cubewanos. 

## Caractéristiques
2005 JZ174 mesure environ 201 km de diamètre.